# Turritella acropora
Turritella acropora är en snäckart som beskrevs av Dall 1889. Turritella acropora ingår i släktet Turritella och familjen tornsnäckor. Inga underarter finns listade i Catalogue of Life.